# Stryphnodendron harbesonii
Stryphnodendron harbesonii é uma espécie vegetal da família Fabaceae.
Apenas pode ser encontrada nas Filipinas.
Está ameaçada por perda de habitat.